# Češi v Argentině
V Argentině žije početná menšina vystěhovalců z českých zemí a jejich potomků.

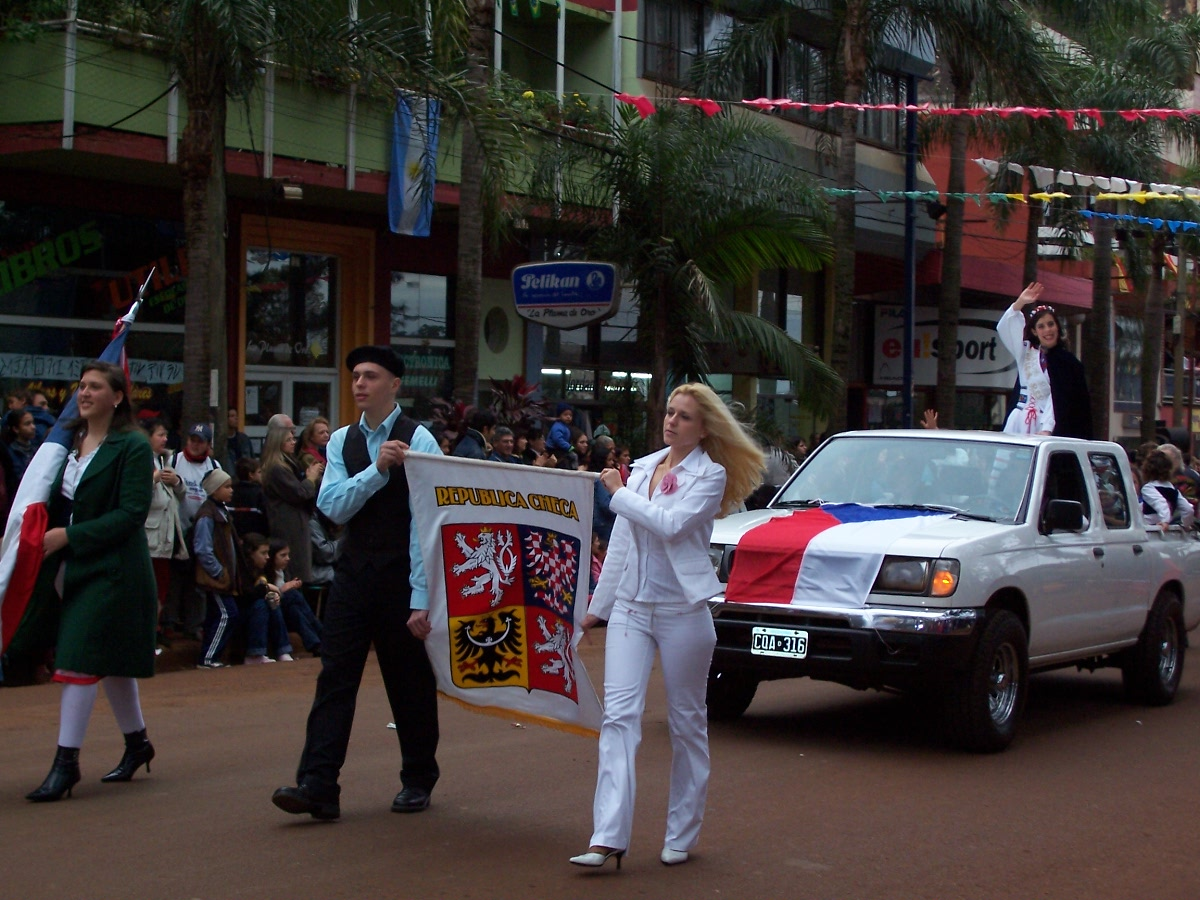
Český spolek na festivalu v argentinském Oberá (2005)

## Historie přistěhovalectví
Ve třech vlnách po roce 1900 dorazilo do Argentiny, složené převážně z přistěhovalců z Evropy, i zhruba 40 tisíc krajanů převážně z Moravy, ale také z Čech a Slovenska. To ji učinilo nejvýznamnějším cílem české emigrace v Latinské Americe, i tak však v mnohamilionové populaci hostitelské země patřili k menším skupinám. Mnozí z vystěhovalců do Argentiny se později vrátili zpět do vlasti, malá část se naopak stěhovala dál. Ti, kteří zůstali, zakládali ve své nové domovině krajanské spolky, v nichž s sdružovaly a které i dnes v podobě občanských sdružení pomáhají lidem udržovat pouto k vlasti svých předků.

## Začátek spolkové činnosti
Spolky sdružující české a slovenské krajany vznikaly v Argentině již před vznikem Československa. Nejvíce jich fungovalo mezi válkami, po 2. světové válce část byla z politických důvodů uzavřena, část pak zanikla. Nejznámější z nich byly:
- Československý klub Achaval v Buenos Aires, zal. 1908
- T. J. Sokol v Buenos Aires
- Československá sdružení, pobočky v Avellaneda, Villa Dominico, Rosario, Santa Fe, Mendoza, Pres. Roque Saenz Peña
- Dělnické sdružení československé
- Československý kulturní spolek Svornost
- Slovenský kulturní spolek Berisso
- Kulturní spolek „Komenský“ ve Villa Devoto
- T. J. Sokol Villa Dominico
- Kulturní a sportovní spolek Slavia Temperley
- Čsl. katolické sdružení, Glew
- Slovenský robotnický spolok
- Slovenský spolek Štefanik
- Čsl. klub Olivos
- Čsl. domov v Rosario

Soupis všech spolků včetně základních informací je k dispozici na portálu Lamigrace http://lamigrace.ff.cuni.cz/argentina/spolky/
Některé spolky pak vydávaly krajanská periodika, např. Jihoameričan, Věštník Československý, Nová doba, Venkov čakeňský, Slovenský Lúd, Tábor aj.

## Současné spolky
- Union Checoslovaca, Pres. Roque Saenz Pena, Chaco
- spolek Všichni Bratři, Resistencie
- Čeští a slovenští krajané v Las Breňas, Chaco
- Sportovní klub Morava v Chacu
- Sportovní klub Sokol v Chacu
- Český spolek v Santa Fe
- Československý domov v Rosario
- Český spolek Sparta ve Villa Dominico, provincie Buenos Aires
- Český dům v Argentině, Buenos Aires
- České kulturní centrum v Argentině, Buenos Aires
- Kulturní centrum Komenského, Buenos Aires
- České a slovenské sdružení v Chubutu
- Český spolek v Misiones

- V argentinské provincii Misiones, jeho téměř stotisícovém městě Obera byl v roce 2001 založen Český spolek v Misiones paní Sylvou Berkovou, potomkyní starobylého rodu Berků z Dubé. Koncem roku 2008 měl spolek 130 členů a díky přispění našeho velvyslanectví od 14. dubna 2007 i svůj Český dům v Parku národů. Češi se ve městě zviditelňují např.jako součást slavnosti Fiesta Nacional de Inmigrantes, kde v průvodu pochoduje zdejších 15 krajanských spolků národností celého světa.

## Velvyslanectví v Argentině
V Buenos Aires provozovala Česká republika v letech 2008–2010 České centrum.
Do Argentiny ČR vysílá od roku 2003 české učitele, které vyučují roční kurzy češtiny pro krajany. Jeden učitel působí v Buenos Aires (na univerzitě J. F. Kennedyho, Don Bosco 3729), v Rosariu, Santa Fe a druhý pak v Chaco, v Resistencii, Roque Saenz Pena a v Pampa Indio.

## Zázemí v Česku
- Česká republika, její Ministerstvo zahraničí ČR vydává České listy, které naše krajany ve světě informuje o dění v České republice.
- V Mimoni vzniklo v roce 2007 občanské sdružení CHACO CHECO s cílem spojovat obyvatele Česka s krajany v Argentině, zejména v provincii Chaco, a v Paraguayi. Členy sdružení jsou například město Velké Bílovice, novinář Adolf Vodrážka nebo cestovatel Jindřich Krous.